# Pazifische Küstengebirge in Nordamerika
Die pazifischen Küstengebirge sind eine Reihe von Gebirgszügen der nordamerikanischen Kordilleren, die bei einer maximalen Ausdehnung von rund 5.300 km von Alaska (Vereinigte Staaten) bis Niederkalifornien (Mexiko) reichen und damit nach den Anden das zweitlängste Gebirgssystem der Erde sind. Sie entstanden durch plattentektonische Kräfte, als die Farallon-Platte (heute nur noch ihre als Juan-de-Fuca- und Cocosplatte bezeichneten Reste) gegen die Nordamerikanische Platte prallte und dabei Faltengebirge aufwarf. Von Alaska bis in den Norden Kaliforniens ist der dabei auftretende Vulkanismus noch heute zu beobachten. Erd- und Seebeben sind entlang der ganzen Küste möglich.
Nicht zu den Küstengebirgen im engeren Sinne werden bisweilen die geologisch früher entstandenen Gebirgszüge Kaskadenkette und Sierra Nevada gerechnet. Erstere hat eine Übergangszone zu den Küstengebirgen in den Siskiyou Mountains, letztere wird von den Küstengebirgen durch das Kalifornische Längstal getrennt. Im Norden werden zudem die Alëutenkette (zum pazifischen Feuerring) und die Alaskakette nicht einbezogen.
Die Reihe der Küstengebirge wird nur durch einen großen Fluss, den Columbia River, durchbrochen. Er mündet zwischen den Olympic Mountains und der Oregon Coast Range in den Pazifik und bildet dabei die Grenzen zwischen Washington und Oregon.

## Große Gebirgszüge
von Nord nach Süd:
- Kodiak Island, Süd-Alaska
- Kenai Mountains, Süd-Alaska
- Chugach Mountains, Süd-Alaska
- Talkeetna Mountains, Süd-Alaska
- Wrangell Mountains, Süd-Alaska

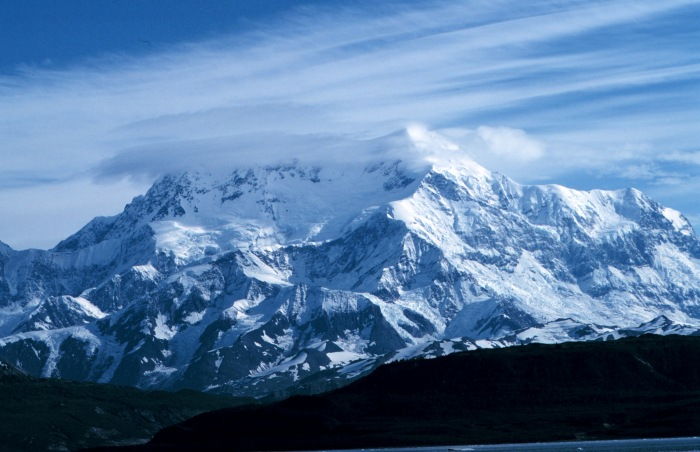
Mount Saint Elias, Teil der Eliaskette in Alaska

- Eliaskette, Süd-Alaska, Südwest-Yukon, Nordwest-British Columbia
  - Alsek Ranges
  - Fairweather Range
- Coast Mountains
  - Boundary Ranges Südost-Alaska, Nordwest-British Columbia
    - Takshanuk Mountains, Haines, Alaska – zwischen dem Einzugsgebiet des Chilkat und des Chilkoot River
    - Cheja Range (südöstlich des Taku River/Whiting Rivers)
    - Chechidla Range
    - Chutine Icefield
    - Adam Mountains
    - Ashington Range
    - Burniston Range
    - Dezadeash Range
    - Florence Range
    - Halleck Range
    - Juneau Icefield
    - Kahpo Mountains
    - Kakuhan Range
    - Lincoln Mountains
    - Longview Range
    - Peabody Mountains
    - Rousseau Range
    - Seward Mountains
    - Snowslide Range
    - Spectrum Range
    - Stikine Icecap

  - Kitimat Ranges Nord-British Columbia, Kanada
  - Pacific Ranges Süd-British Columbia, Kanada
    - Rainbow Range Nordwest-Chilcotin
    - Pantheon Range Homathko-Gebiet
    - Niut Range Homathko-Gebiet
    - Waddington Range Homathko-Gebiet
    - Whitemantle Range Homathko-Gebiet
    - Bendor Range
    - Garibaldi Ranges
    - Clendinning Range
    - Tantalus Range
    - Chilcotin Ranges
      - Dickson Range
      - Shulaps Range
      - Camelsfoot Range

    - Lillooet Ranges, Fraser Canyon West Bank
      - Cantilever Range
      - Cayoosh Range

    - Douglas Ranges
    - Front Ranges (North Shore Mountains)
- Insular Mountains, British Columbia, Kanada
  - Vancouver Island Ranges, British Columbia
  - Queen Charlotte Mountains, British Columbia

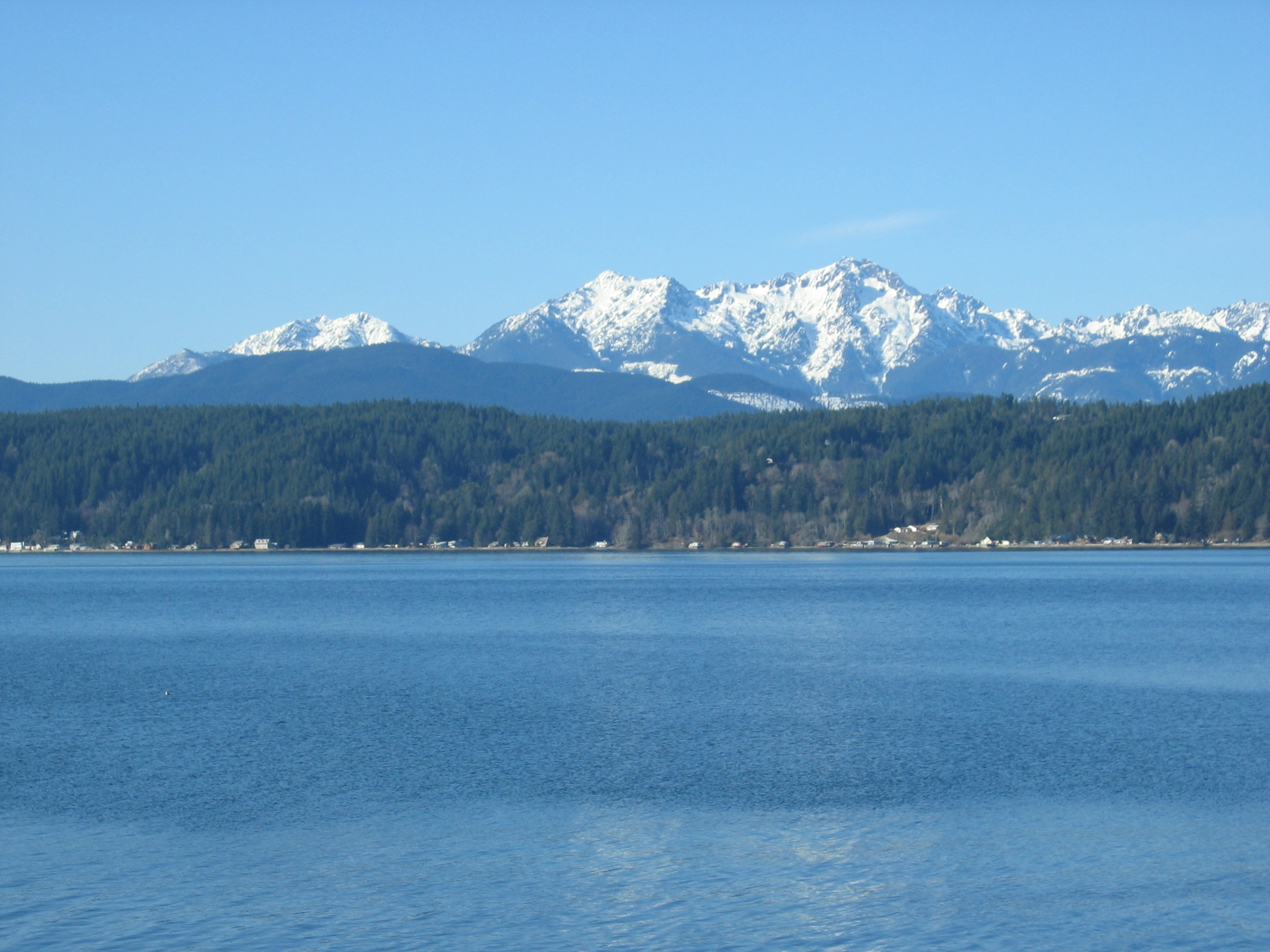
Doppelgipfel „Brothers“ in den Olympic Mountains vom Meer aus

- Olympic Mountains, Washington, Vereinigte Staaten
- Willapa Hills, Washington
- Oregon Coast Range, Oregon
  - Northern Oregon Coast Range
  - Central Oregon Coast Range
  - Southern Oregon Coast Range
- Calapooya Mountains, Oregon
- Klamath-Siskiyou
  - Klamath Mountains, Oregon und Nord-Kalifornien
  - Siskiyou Mountains, Oregon und Nord-Kalifornien
  - Trinity Alps und Salmon Mountains, Kalifornien
  - Yolla Bolly Mountains, Northern California
- Northern Coast Ranges, Kalifornien
  - Mendocino Range, Nord-Kalifornien
  - Mayacamas Mountains, Kalifornien
- Southern Coast Ranges, Zentral-Kalifornien
  - Santa Cruz Mountains, Kalifornien
  - Santa Lucia Range, Kalifornien
  - Gabilan Mountains
  - Diablo Range, Kalifornien
  - Caliente Range, Kalifornien
  - Temblor Range, Kalifornien
- Transverse Ranges, Kalifornien
  - Sierra Madre Mountains, Kalifornien
  - Sierra Pelona Mountains, Kalifornien
  - San Emigdio Mountains, Kalifornien
  - San Rafael Mountains, Kalifornien
  - Santa Ynez Mountains, Kalifornien
  - Santa Susana Mountains, Kalifornien
  - Topatopa Mountains, Kalifornien
  - Simi Hills, Kalifornien
  - Santa Monica Mountains, Kalifornien
  - Tehachapi Mountains, Kalifornien
  - San Gabriel Mountains, Kalifornien
  - San Bernardino Mountains, Kalifornien
- Peninsular Ranges, Kalifornien
  - Santa Ana Mountains, Kalifornien
  - San Jacinto Mountains, Kalifornien
  - Palomar Mountain Range, Kalifornien
  - Sierra Juarez, Baja California, Mexiko
  - Sierra de San Pedro Mártir, Baja California, Mexiko
  - Sierra de la Laguna, Baja California Sur, Mexiko